# Jarosław Owsiański
Jarosław Owsiański (ur. 28 grudnia 1962 w Poznaniu) - absolwent Uniwersytetu im. Adama Mickiewicza w Poznaniu (1987), doktor nauk o kulturze fizycznej, po obronie rozprawy doktorskiej na Akademii Wychowania Fizycznego im. Eugeniusza Piaseckiego w Poznaniu (2018). Historyk sportu, autor opracowań książkowych i artykułów naukowych z zakresu historii polskiej piłki nożnej. 

## Publikacje książkowe
- Piłkarska lokomotywa. Dzieje sekcji piłki nożnej KKS Lech Poznań 1922-1987.  Poznań: KKS Lech, 1987, s. 1-450 (współautorzy: Paweł Opala, Sławomir Opala)
- Historia futbolu wielkopolskiego.  Poznań: Wydawnictwo Zibigrafia, 2013, s. 1-1334. ISBN 978-83-64237-00-3 (współautor Tomasz Siwiński)
- Encyklopedia ekstraklasy, statystyczny bilans 80 sezonów.  Warszawa: Fundacja Dobrej Książki, 2015, s. 1-1344. ISBN 978-83-86320-65-3 (współautorzy: Wojciech Frączek, Mariusz Gudebski)[3]
- Rozgrywki piłkarskie w Wielkopolsce do roku 1919.  Mielec: Wydawnictwo Nada, 2016, s. 1-270.
- Prawdziwe i nieprawdziwe historie piłkarzy Warty Poznań w mistrzostwach Polski 1921-1939.  Poznań: Wydawnictwo Beyga, 2016, s. 1-112. ISBN 978-83-939221-5-4[4]
- Lech Poznań - przemilczana prawda.  Poznań: Wydawnictwo Beyga, 2017, s. 1-112. ISBN 978-83-939221-6-1
- 1927. Ten pierwszy sezon ligowy.  Poznań: Bogucki Wydawnictwo Naukowe, 2017, s. 1–279. ISBN 978-83-7986-152-1 (współautor Jerzy Miatkowski)[5]
- 1928. Wisła po raz drugi.  Poznań: Bogucki Wydawnictwo Naukowe, 2018, s. 1–428. ISBN 978-83-7986-184-2 (współautor Jerzy Miatkowski)[6]
- 1929. Zielone mistrzostwo.  Poznań: Bogucki Wydawnictwo Naukowe, 2019, s. 1–415. ISBN 978-83-7986-210-8 (współautor Jerzy Miatkowski)[7]
- 1930. Liga dla Pasów.  Poznań: Bogucki Wydawnictwo Naukowe, 2020, s. 1-490. ISBN 978-83-7986-301-3 (współautor Jerzy Miatkowski)[8]
- 1931. Mistrz z Ludwinowa.  Poznań: Bogucki Wydawnictwo Naukowe, 2021, s. 1-532. ISBN 978-83-7986-354-9 (współautor Jerzy Miatkowski)[9]
- 1927. Ten pierwszy sezon ligowy. Wydanie II poszerzone.  Poznań: Bogucki Wydawnictwo Naukowe, 2022, s. 1–480. ISBN 978-83-7986-402-7 (współautor Jerzy Miatkowski)[10]
- 1932. Czarne punkty.  Poznań: Bogucki Wydawnictwo Naukowe, 2023, s. 1–568. ISBN 978-83-7986-437-9 (współautor Jerzy Miatkowski)[11]
- Dzieje sekcji piłki nożnej Klubu Sportowego H. Cegielski w Poznaniu na tle sytuacji społeczno-politycznej w latach 1927-1950.  Poznań: Bogucki Wydawnictwo Naukowe, 2024, s. 1–248. ISBN 978-83-7986-494-2[12]
- 1933. Niebieska premiera.  Poznań: Bogucki Wydawnictwo Naukowe, 2025, s. 1–568. ISBN 978-83-7986-xxx-x (współautor Jerzy Miatkowski)

## Artykuły naukowe
- Początki związkowej działalności piłkarskiej na terenie Wielkopolski (1913-1920).  [w:] Z najnowszej historii kultury fizycznej w Polsce, Gorzów Wielkopolski: 2014. ISBN 978-83-932053-5-6
- Antysemityzm wielkopolskiego futbolu.  [w:] "Kronika Wielkopolski", nr 2/2014, Poznań: 2014. ISSN 0137-3102
- Rozgrywki piłkarskie na terenie Wielkopolski a kształtowanie patriotyzmu polskiej młodzieży w latach 1906–1923 i 1939–1943.  [w:] Rozprawy Naukowe Akademii Wychowania Fizycznego we Wrocławiu, Wrocław: 2016. ISSN 0239-4375
- Obalanie mitów w badaniach dokumentujących przebieg rozgrywek piłkarskiej ekstraklasy.  [w:] Sport i polityka, Łódź: 2018. ISBN 987-83-62331-34-5
- Zniekształcanie rodowodu związku piłkarskiego i klubów sportowych z terenu Wielkopolski.  [w:] Z tradycji kultury fizycznej w 150-lecie sportu w Polsce, Rzeszów: 2018. ISBN 978-83-65293-58-9[13]
- Zniekształcanie rodowodu związku piłkarskiego i klubów sportowych z terenu Wielkopolski.  [w:] "Kronika Wielkopolski", nr 3/2019, Poznań: 2019. ISSN 0137-3102
- Rozwój piłkarstwa niemieckiego na ziemiach polskich zaboru pruskiego w latach 1900-1914 na tle sytuacji politycznej.  [w:]  "Przegląd Zachodni" nr 2/2020, Poznań: 2020. ISSN 0033-2437[14]
- Kluby mniejszości narodowych w rozgrywkach piłkarskich na terenie Polski w latach 1919-1939.  [w:] Polityczne kształty sportu, Poznań: 2020. ISBN 978-83-7986-275-7
- Sportowa wszechstronność polskich piłkarzy, uczestników rozgrywek ligowych w latach 1927–1939.  [w:] "International Studies. Interdisciplinary Political and Cultural Journal" nr 1/2021, Łódź: 2021. DOI 10.18778/1641-4233.27.08[15]
- Od Lutni do KPW. Dwudziestolecie międzywojenne.  [w:] "Kronika Miasta Poznania", nr 1/2022, Poznań: 2022. ISSN 0137-3552[16]
- Klubowe tradycje. Rodowód, nazwy, barwy, herb i hymn Lecha.  [w:] "Kronika Miasta Poznania", nr 1/2022, Poznań: 2022. ISSN 0137-3552[17]
- Geneza i rozwój piłkarstwa niemieckiego i polskiego na ziemiach polskich zaboru pruskiego.  [w:] Piłka nożna na celowniku polityki, Wrocław: 2024. ISBN 978-83-229-3876-8